# ロジカル・ラングイッジ・グループ
ロジカル・ラングイッジ・グループ（The Logical Language Group）通称 LLG は、人工言語ログランの使用についてその創作者 James Cook Brown と決裂した人々により結成され、以来ロジバンの開発を引率してきた国際的な非営利団体である。
プロの言語学者やプログラマーのシンクタンクでもある。1987年にワシントンD.C.にてまず非公式に(つまり任意団体として)設立され、その翌年に法人化した。 The U.S. Internal Revenue Service から 501(c)(3) non-profit educational/scientific charity の認可号を授かっており、寄付にたいする免責を合衆国税法のもとで控除されている。

## 概要
ロジバンの文法がまだ設計途上にあった1990年代初頭、知識の醸成・配達に関して LLG は多大な指導性を発揮していた。その集権的な性格をしばしば Nick Nicholas などから "Lojban Central" と称されていた。一時的なものである。 Schleyer の Volapük などにみられた独裁的な統制の二の舞となることを忌避していた LLG は、やがてロジバンの基盤が整ってくるにつれ、本当の研鑽の舞台とは公共であって LLG 内部 ではないことを強調するようになった。

### メンバー
ログラン分裂時代から設計のチーフ・エンジニアとして活躍してきた Bob LeChevalier の功績が大きい。妻の Nora も特に gismu 生成のアルゴリズムの開発に貢献している。現在の理事長は Arnt Richard Johansen。理事会は Bob に加えて Jay F Kominek、Robin Lee Powell、Matt Arnold から構成されている。 Complete Lojban Language を著した John Cowan も一般員として参加している。

### 委員会
ロジバン開発のなかで課題が上がってくるごとにこれまで幾つかの委員会を招集してきた。委員は LLG からも公共からも募られ、ひとたび課題が解決することによって解散するものである。現在もっとも活動的な委員会は baupla fuzykamni 通称 BPFK である。委員長は Robin Lee Powell。基盤に関する公式の声明（Official Baseline Statement）の中で活動範囲が定義されている。

## グループへのコンタクト
LLG への連絡宛先は以下のとおり。
オンライン：
- lojban@lojban.org. （一般）
- webmaster@lojban.org （公式サイト管理局）
- president@lojban.org （理事長）
- vp@lojban.org （副理事長）
- treasurer@lojban.org （事務局）
- colin@kindness.demon.co.uk （イギリスおよび大陸ヨーロッパ圏支局）
- veion@animal.helsinki.fi （フィンランドおよびスカンジナビア圏支局）
- sklyanin@pdmi.ras.ru （ロシアおよび旧ソビエト圏支局）

郵便：
- The Logical Language Group, Inc.
2904 Beau Lane
Fairfax, VA 22031
(703) 385-0273